# Cheilosia proxima
Cheilosia proxima es una especie de sírfido. Se distribuyen por el paleártico en Eurasia.